# 広島県道292号川角佐伯線
広島県道292号川角佐伯線（ひろしまけんどう292ごう かわすみさいきせん）は、広島県広島市佐伯区から廿日市市に至る一般県道である。

## 概要
広島市佐伯区湯来町大字伏谷（ふしだに）から廿日市市玖島（くじま）に至る。

### 路線データ
- 起点：広島市佐伯区湯来町大字伏谷（新川角橋北詰交差点、国道433号交点）
- 終点：廿日市市玖島（楢原交差点、広島県道42号大竹湯来線交点、広島県道294号虫道廿日市線上）

## 路線状況
道路状況は良好。狭い山道が続く上に12月15日 - 翌年3月15日の3ヶ月間通行不能になる広島県道42号大竹湯来線の迂回路として使える。

### 重複区間
- 広島県道294号虫道廿日市線（廿日市市玖島（くじま））

### 道路施設

#### 橋梁
- 縣辻橋（八幡川、広島市佐伯区）

## 地理

### 通過する自治体
- 広島市（佐伯区）
- 廿日市市

### 交差する道路
| 交差する道路                                                                       | 市町村名 | 市町村名 | 交差する場所               | 交差する場所              |
| ---------------------------------------------------------------------------------- | -------- | -------- | -------------------------- | ------------------------- |
| 国道433号 国道488号 重複 広島県道41号五日市筒賀線 重複 広島県道77号久地伏谷線 重複 | 広島市   | 佐伯区   | 湯来町大字伏谷（ふしだに） | 新川角橋北詰交差点 / 起点 |
| 広島県道461号白砂玖島線                                                            | 広島市   | 佐伯区   | 湯来町大字白砂（しらさご） |                           |
| 広島県道294号虫道廿日市線 重複区間起点                                             | 廿日市市 | 廿日市市 | 玖島（くじま）             |                           |
| 広島県道42号大竹湯来線 広島県道294号虫道廿日市線 重複区間終点                      | 廿日市市 | 廿日市市 | 玖島                       | 楢原交差点 / 終点         |

### 沿線
- 広島市立砂谷中学校
- 広島市立湯来南小学校
- 芸南カントリークラブ
- 玖島郵便局